# Selci (Struga)
Selci (mazedonisch Селци; albanisch definit Sellca, indefinit Sellcë) ist ein Haufendorf im nördlichsten Teil der Gemeinde Struga in der Region Südwesten der Republik Nordmazedonien.

## Geographie

Karte mit Lage des Dorfes innerhalb der Gemeinde Struga (mazedonisch-kyrillisch)

Selci befindet sich rund 38 Kilometer nördlich der Gemeindehauptstadt Struga. Im Nordosten liegt Elevci (Opština Debar), im Osten Vrbjani (Opština Debarca), im Südosten Ržanovop und Lokov (Opština Struga) und im Süden Burinec. Im Westen befindet sich der zum Globočicasee aufgestaute Schwarze Drin, der von Süden nach Norden fließt.
Das Dorf liegt an einem südwestlichen Hang des Karaorman-Gebirges auf einer Höhe zwischen 1020 m. i. J. und 1100 m. i. J.
Das Klima liegt wie in der ganzen Region im kontinental-mediterranen Übergangsgebiet.

## Bevölkerung
Der Ort hat sechs Einwohner (Stand 2021). Fast alle Bewohner gehören der mazedonischen Mehrheit an und sprachen Mazedonisch. Sie bekannten sich fast ausschließlich zum orthodoxen Christentum. Im Dorf stehen zwei Kirchen, die eine ist Nikolaus von Myra, die andere Athanasius dem Großen geweiht.
Die nachfolgende Tabelle zeigt die demographische Entwicklung seit dem Zweiten Weltkrieg.
| Jahr      | 1948 | 1953 | 1961 | 1971 | 1981 | 1991 | 1994 | 2002 | 2021 |
| --------- | ---- | ---- | ---- | ---- | ---- | ---- | ---- | ---- | ---- |
| Einwohner | 276  | 252  | 038  | 02   | 0    | 0    | 04   | 0    | 06   |

## Geschichte
Bis zu deren Fusion mit der Gemeinde Struga im Jahr 2004 gehörte Selci zur Gemeinde Lukovo.

## Verkehr
Von der Gemeindestraße P2243, welche die Gemeindehauptstadt Struga mit dem nördlichen Teil der Gemeinde verbindet, zweigt eine Nebenstraße nach Selci ab.